# Plaza Mayor de Soria
La plaza Mayor de Soria es un espacio público de la ciudad española de Soria, cabecera de la calle del Collado, una de las vías más comerciales y concurridas de la ciudad, que subiendo desde esta plaza llega hasta la de Herradores, en el antiguo límite de las murallas.
Nos situamos en el arco que da acceso a la calle Zapatería, llamado del Cuerno, y que servía de puerta de toriles cuando aún se usaba la plaza para los festejos taurinos, hasta mediados del siglo pasado. Descubriremos, de izquierda a derecha: la antigua Casa del Común, la iglesia de Santa María la Mayor, la mal llamada Torre de Doña Urraca, el Palacio de la Audiencia y la Fuente de los Leones en el centro de la plaza. 

## Casa del Común

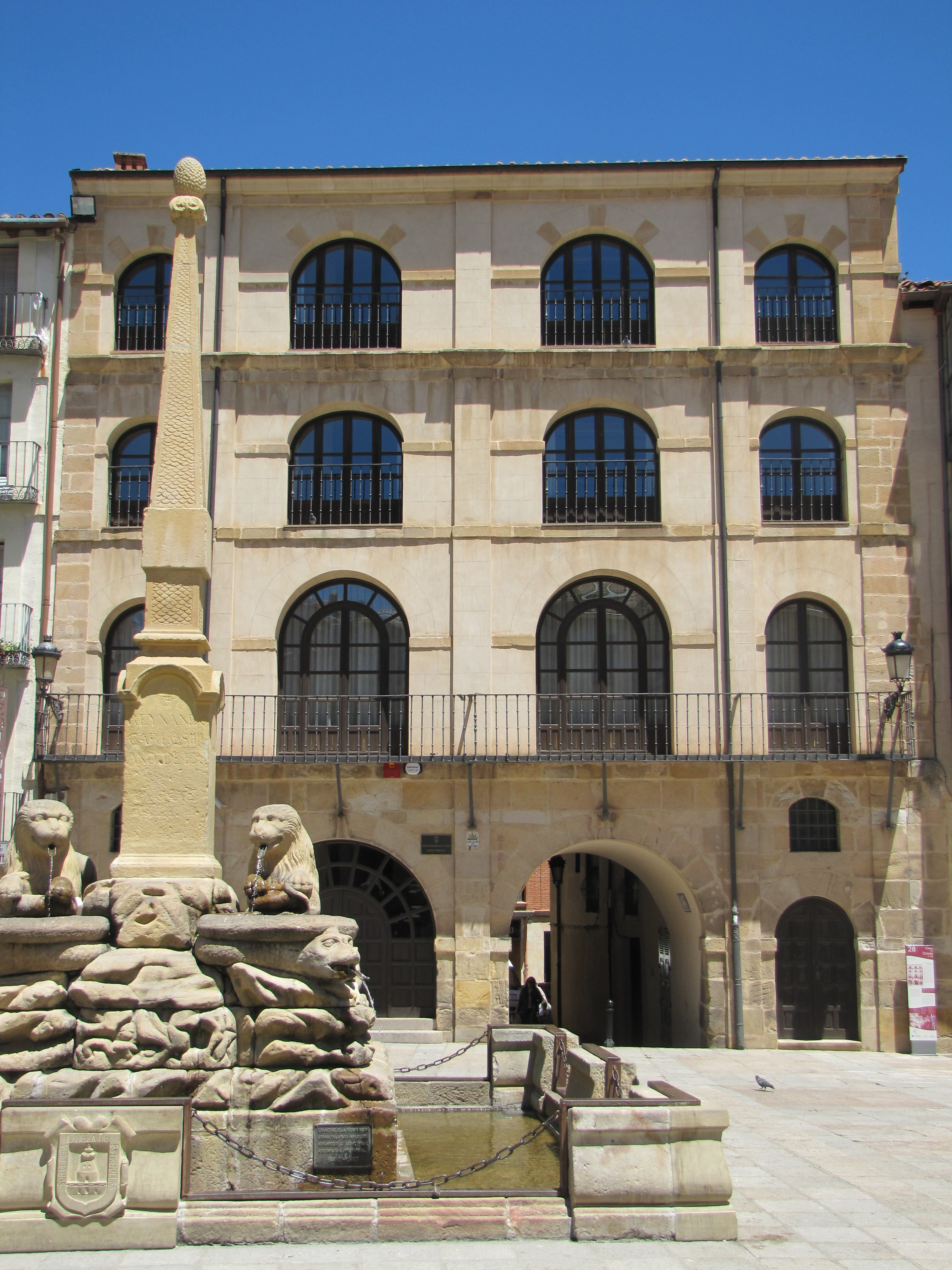
Casa del Común.

La Casa del Común, en la que se abre el arco del cuerno, fue sede durante siglos del Estado Llano de Hombres Buenos de la Ciudad de Soria y donde se conservan los Fueros que otorgaron en su día derechos ciudadanos a los sorianos.
Se trata de un amplio edificio reformado a finales del siglo XVIII con una severa fachada de tres pisos, dos en su origen pero en su última restauración se le añadió otro de igual factura. En la planta baja se abre el “Arco del Cuerno” y junto a este otro similar pero que da al interior del edificio. Sobre ésta el primer piso tiene un balcón corrido con cuatro vanos de arcos de medio punto, los dos centrales mayores que los laterales. El segundo piso es un poco más bajo pero de igual configuración y sin balcón.
Fue sede de la Biblioteca Pública desde 1935 a 1968. En 1956 se crea e instala en el mismo local el Archivo Histórico Provincial que sería trasladado posteriormente al Palacio de los Ríos y Salcedo. Al año siguiente en 1957 nace en ella la Casa de Cultura de Soria y actualmente es sede del Archivo Histórico Local.
En su interior encontramos los fueros otorgados a la ciudad de Soria. En 1120 le es concedido el "Fuero Breve" de Alfonso I que recogía los derechos de la población y del cual no nos queda ningún resto físico. En 1214 se le otorgó a Soria otros dos fueros, uno el llamado "extenso" otorgado por el rey Alfonso VIII, en agradecimiento por la acogida que encontró en Soria durante su minoría de edad y otro llamado "Fuero Real" otorgado por Alfonso X en 1256.

## Palacio de los Beteta o Torre de Doña Urraca

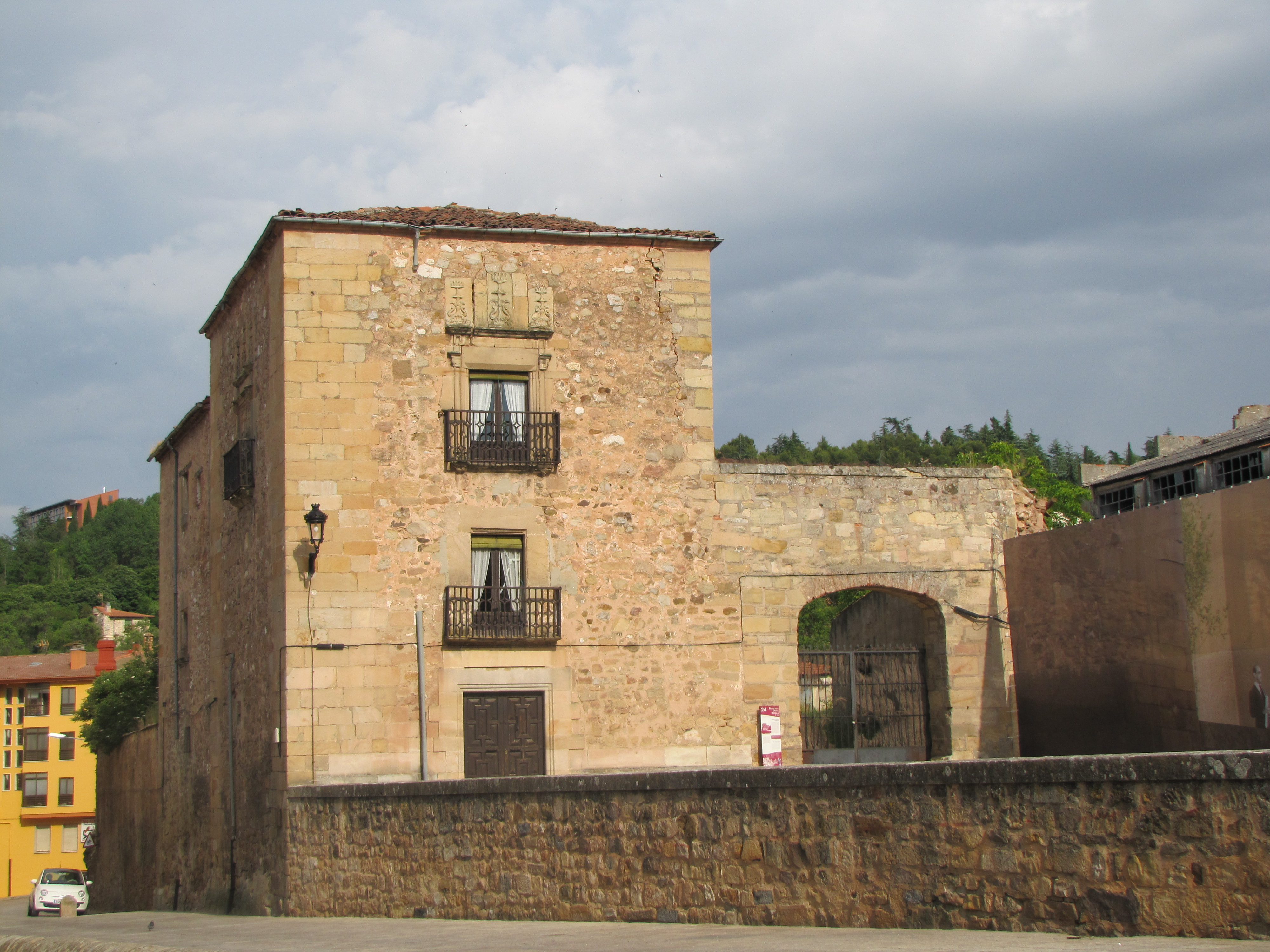
Torre de Doña Urraca.

Terminada en una puerta que hace esquina a la Plaza Mayor y poco después, ya lindando con la calle que baja, la de Sorovega, se encuentra una torre conocida como la Torre de Doña Urraca. Su cuerpo central no muestra signos evidentes de haber pertenecido en otro tiempo a señores principales de Soria ni haber sido refugio por unas horas de un infante real castellano durante una noche de huida. Dicen falsamente que doña Urraca estuvo presa en el torreón en que termina el edificio.
La torre perteneció en su día a la familia de Suero de Vega, del linaje de los Betetas y hospedaje de nobles como él cuando acudían de visita a Soria, entre los que cabe destacar al mismísimo Felipe II y Santa Teresa de Jesús cuando se desplazó para fundar el convento de Carmelitas. Habiendo muerto el último descendiente directo, don Jorge de Beteta y Castilla en Valladolid el 7 de enero de 1577, sin sucesión, dejó sus bienes a su sobrino Juan de Castilla y Beteta, que había adoptado el apellido de su madre "Castilla". Era Maestrescuela de la Colegiata y párroco del Espino. Murió el 1 de septiembre de 1589, ocho años después de haber conocido a Santa Teresa. Quedó en posesión del Mayorazgo su hermana doña Juana de Castilla, casada con Fernando de Vega, señor de Grajal, heredando después todos los bienes el segundo hijo de este matrimonio, Suero de Vega.
El edificio del siglo XV constaba de una elevada torre, de gruesos muros, levantada hasta tres pisos sobre una planta rectangular cuadrada, de mampostería, con piedra sillar en las esquinas, puertas y ventanas, y artesonado en los techos de algunas habitaciones del interior. El tercer piso se derribó en su última Si las dobles molduras que rodean las jambas y dinteles se dieron en los edificios primitivos, no sería obstáculo para asignarle una gran antigüedad. Los balcones platerescos fueron realizados mucho después de la construcción del edificio, y los vanos, hecha abstracción de los antepechos, pudieron ser perfectamente las ventanas primitivas convertidas en los dichos balcones, sin más alteración ni más reforma que la colocación de aquellos. 
Por otra parte, la torre estaba unida a la fachada principal del palacio, construida posteriormente y que se quemó en el siglo XVII, subsistiendo la torre por el grueso de sus muros y su mayor altura. La fachada, marcando ya la transición al renacimiento, era de estilo plateresco. Seguía la tipología extendida en la ciudad, aplicada en el Palacio de los Ríos y Salcedo o en la portada sur de la Concatedral de San Pedro, abriéndose en arco de medio enmarcado entre pequeñas pilastras, con alto friso y coronada por una ventana que se decoraba de igual manera que los balcones de la torre. La fachada se sustituyó por una puerta más sencilla que da lugar a un espacio amplio y abandonado. 
Siglos después fue una pensión que llevó por nombre “de la gitana” y más tarde propiedad de la familia Ruiz Pedroviejo, importantes industriales sorianos.

## Palacio de la Audiencia

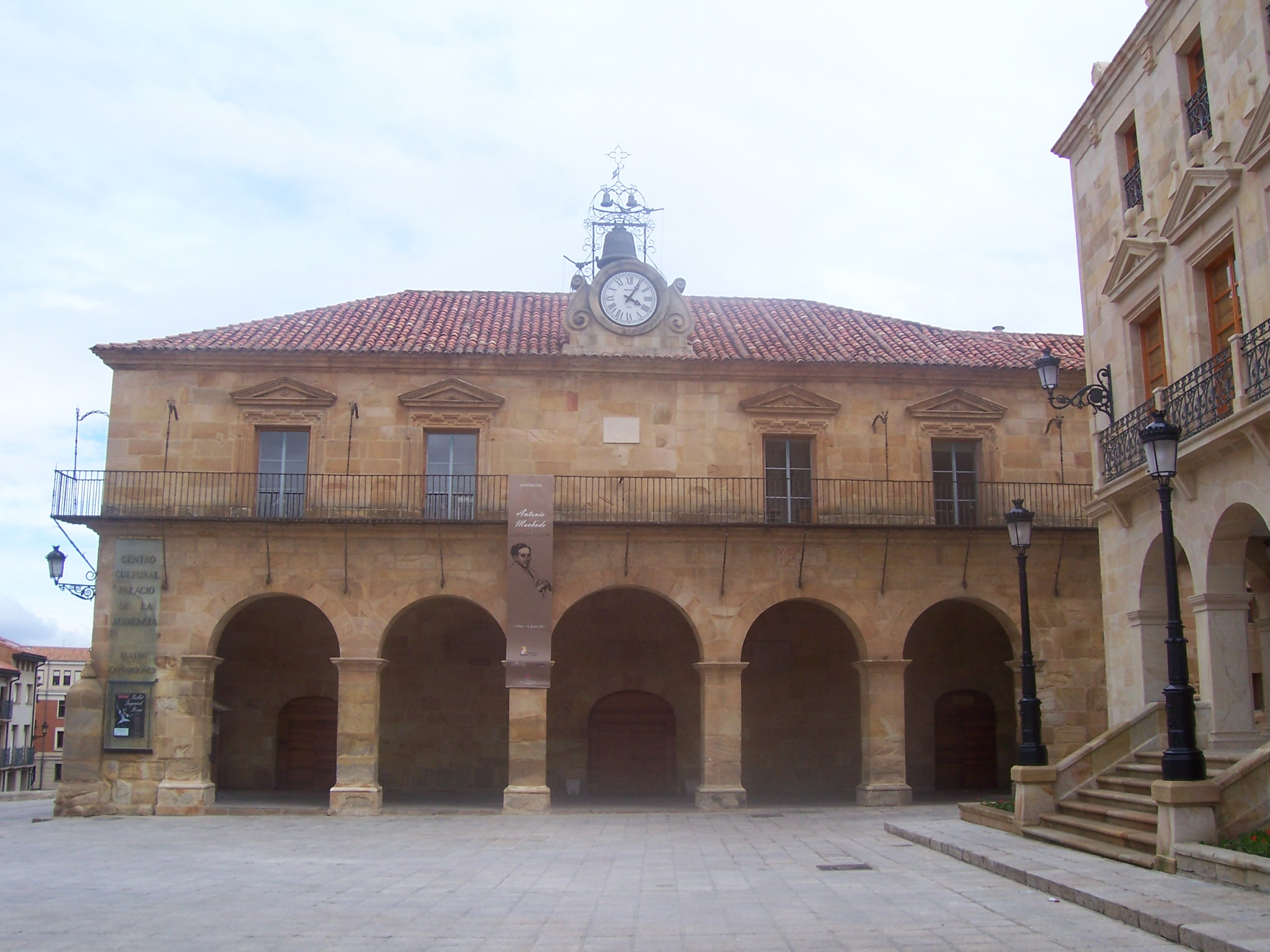
Palacio de la Audiencia.

Con sus soportales de amplios arcos de medio punto este fue antiguo Ayuntamiento y posteriormente en Audiencia y Cárcel en 1769, fecha en que conoció una profunda remodelación. Sobre ella el reloj colocado mucho después, el mismo que conoció Antonio Machado y al que cantó en uno de los numerosos poemas compuestos durante su larga estancia en tierras sorianas. 
Hubo dos relojes en Soria anteriores a este. Uno sobre la desaparecida Puerta del Postigo, demolida en el siglo XX, y otro en la misma Plaza Mayor pero en la iglesia de Santa María la Mayor que fue trasladado en el año 1862, junto con su campana mayor al Palacio de la Audiencia. El reloj consta de la esfera propiamente dicha y de una espadaña de hierro forjado repetidamente retocada, con la campana mayor fundida "a su costa la cual mandaron hacer los caballeros i concejo i justicia i rrejidores de la dicha ciudad para relox" según reza en su inscripción, en 1536. Los campanillos se instalaron tras el traslado y proceden de alguna torre parroquial o ermita dadas sus proporciones. El de los tonos agudos tiene sendas inscripciones además de su fecha de fundición en 1820, el otro no tiene fecha pero se puede datar a principios del siglo XIX.
El palacio es una bella obra neoclásica del siglo XVIII, según planos del arquitecto José Oñaederra, en un primer momento, y de Domingo Ondátegui, más tarde, se trata de un edificio de planta rectangular, con un pórtico de arcos de medio punto sobre pilares en la planta baja y un piso noble con balcón corrido y cuatro vanos adintelados coronados por frontones rectilíneos.
Fue rehabilitado en 1986 de mano de varios arquitectos: Mariano Magister, Ricardo Martínez y Javier Maroto. El edificio tiene tres plantas, dos salas de exposiciones y dos salas de conferencias, además del propio teatro.

## Ayuntamiento o Palacio de los Doce Linajes

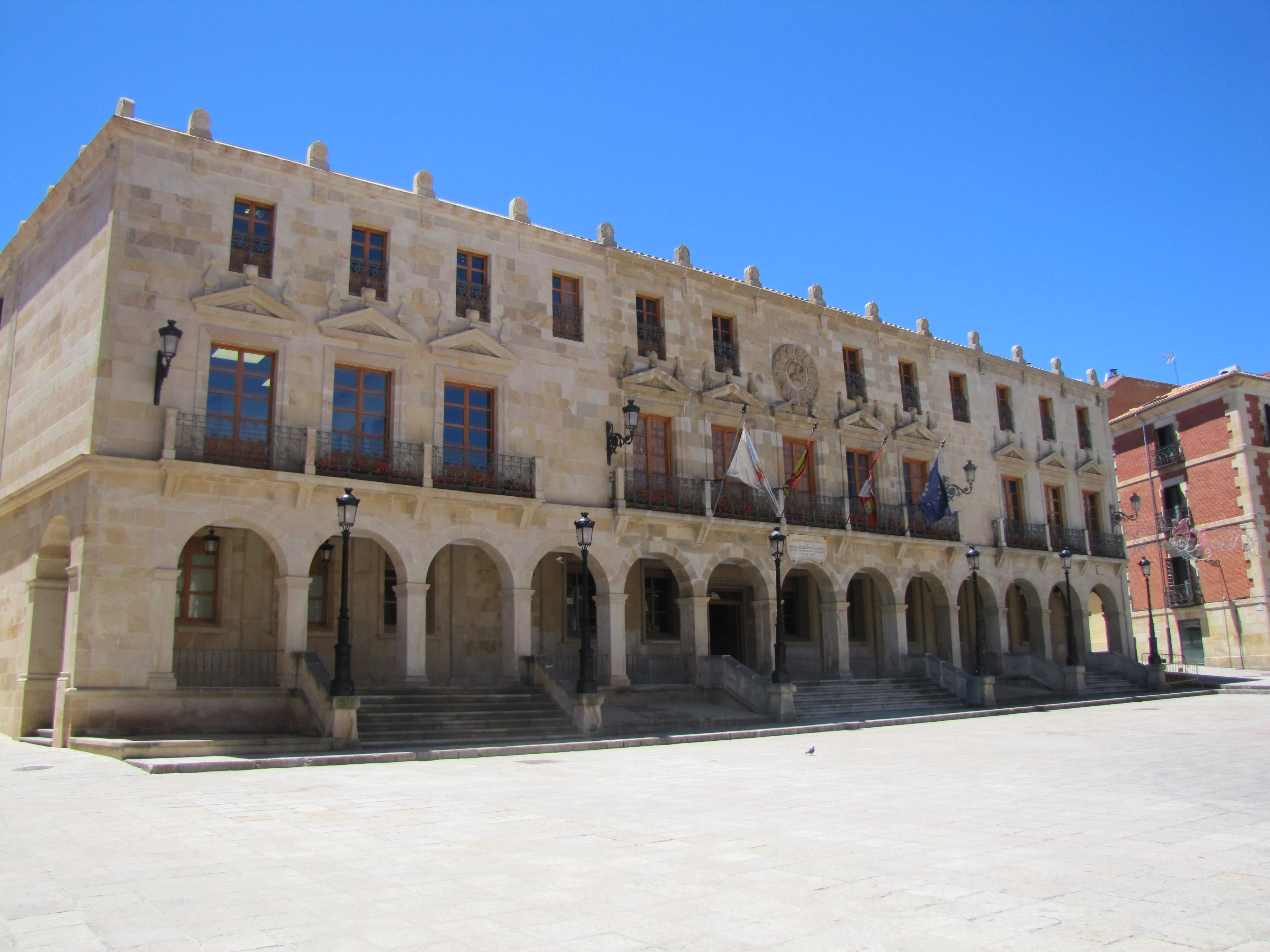
Ayuntamiento.

El actual edificio del Ayuntamiento es verdaderamente señorial y destaca por el hecho de mostrarse exento, es decir, aislado de todos los demás edificios del entorno. Sobre su fachada aparece, enorme, un escudo nobiliario redondo dividido en doce partes iguales, cada una de las cuales tiene el escudo de una de las casas nobles que repoblaron Soria en el siglo XII.
El edificio perteneció a la Diputación de Los Doce Linajes de Soria cuyos nombres eran: Calatañazor, Barnuevos, San Llorente, Velas o Don Vela, Chancilleres (1ª casa), Cancilleres (2ª casa), Santa Cruz, San Esteban o Santisteban, Morales blancos o someros, Morales negro u hondoneros, Salvadores blancos y Salvadores negros. Hasta que edificaron su casa palacio, las juntas generales tenían lugar a campana tañida en la desaparecida iglesia de San Miguel de Montenegro. Todos los linajes eran iguales sin distinción ni preferencia de unos sobre otros. En 1836 se suprime la institución, pasando su palacio a desempeñar funciones de cuartel de la Milicia Nacional y escuela infantil después. En 1883 el Ayuntamiento cede su edificio a la Audiencia Provincial hasta que se encontrara una sede definitiva pasando sucesivamente por el Palacio de los Linajes (propiedad del Estado), la Casa de Común o el Palacio de los Condes de Gómara. Hacia 1897, el Ayuntamiento se hace definitivamente con el Palacio de los Linajes, instalando en él su sede.
Se trata de un edificio que ha sido sometido a diversas obras de ampliación y reforma que lo hacen aún más majestuoso, pero del que aún se conserva su fachada principal, obra acometida por Martín de Solano en 1629. La parte antigua muestra una fachada con un pórtico de arquerías de medio punto sobre pilares y dos pisos, el inferior con balcones coronados por frontones rectos, y el superior con vanos adintelados. La ampliación efectuada durante la primera década del siglo XXI (que corresponde al tercio oriental de la fachada y a una nueva ala de dependencias) ha resultado polémica debido a que para ejecutarla se ha eliminado el acceso desde la Plaza Mayor a la calle Teatro.
Entre su arte mueble destaca un antiguo escudo pintado al óleo con las Armas Reales de Felipe II que incluye el lema "Soria Pura, Cabeça de Estremadura" y que data de finales del siglo XVI. El escudo heráldico fue donado en el año 2015 por el pintor Rafael García de la Rosa que lo había adquirido en un mercadillo de Madrid y que actualmente preside la Sala de Junta de Gobierno del Consistorio.

## Fuente de los Leones

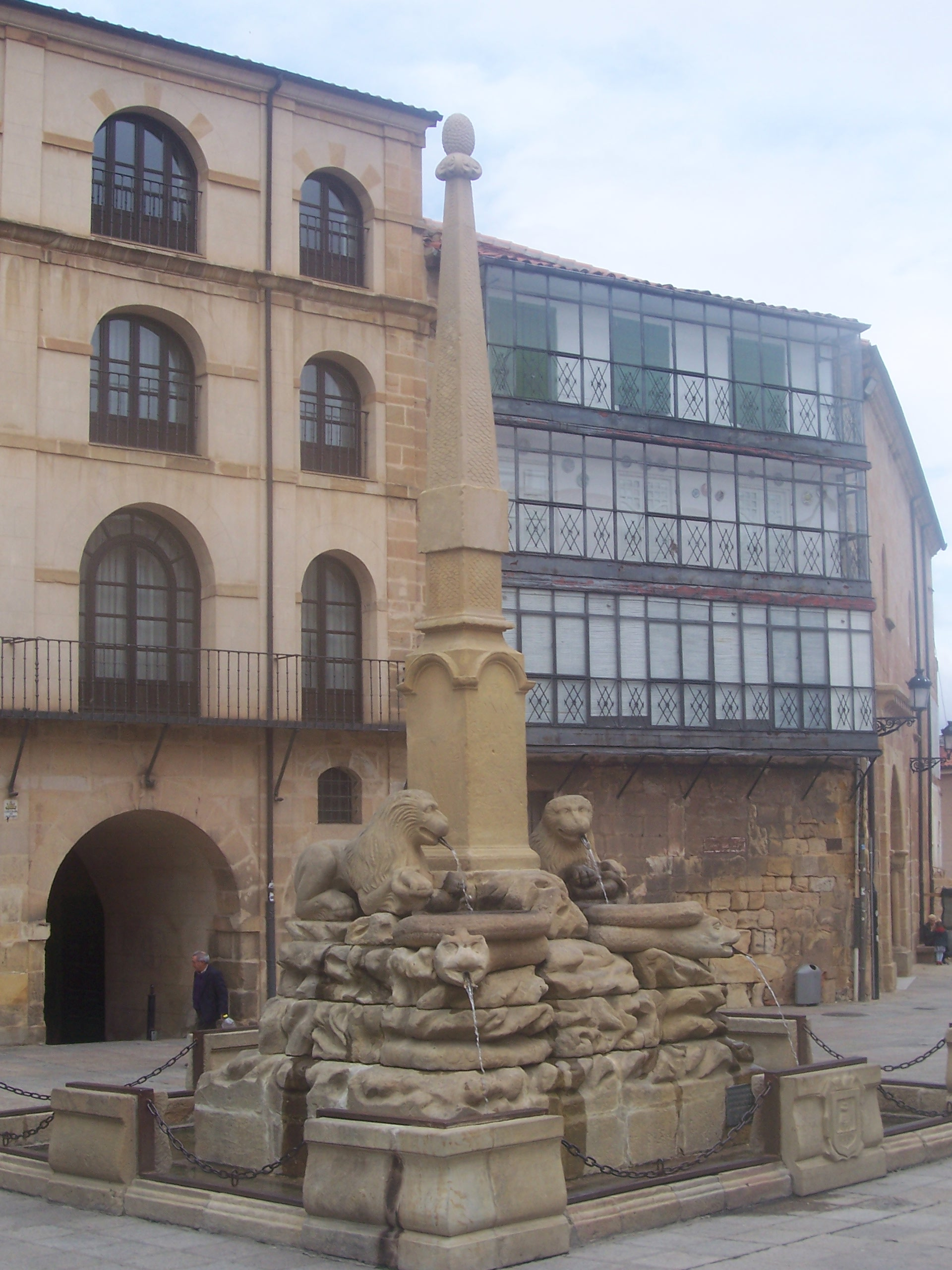
Fuente de los Leones.

En el centro de la plaza, encontramos la Fuente de los Leones, denominada la "viajera" que estuvo ausente durante años, trasladada en la última renovación urbanística de la Plaza Mayor en 1987, desde su última ubicación en la falda del Cerro del Castillo. Se sabe también que estuvo en el parque de la Alameda de Cervantes e incluso desmontada en los almacenes del Ayuntamiento.
Se trata de una fuente ornamental del siglo XVIII realizada según reza en la inscripción de la base del pináculo durante el reinado de Carlos IV, año de 1788. Sobre un montículo de rocas dos leones vierten por la boca su agua sobre dos pilas rodeadas por dos serpientes que a su vez derraman el agua al suelo. En el centro se erige un pequeño obelisco escamado coronado por una piña sobre una base rectangular.

## Iglesia de Santa María la Mayor
La iglesia de Santa María la Mayor es un templo que conserva restos románicos de su fábrica original de los siglos XII y XIII, si bien la mayor parte de su arquitectura y su mobiliario interno corresponden a una época posterior, fundamentalmente el siglo XVI, con intervenciones en el XIX. Destaca en su interior el retablo mayor, de estilo plateresco, atribuido a Gaspar Becerra.
En 2006 la eliminación de unas casas anexas asomadas a la Plaza Mayor dejó al descubierto el ábside tardogótico de la iglesia después de más de un siglo robado a la contemplación de los sorianos, así como el absidiolo meridional y los restos del primitivo de la nave central, pertenecientes ambos a los siglos XII o XIII.